# 埃内斯特·梅索尼埃

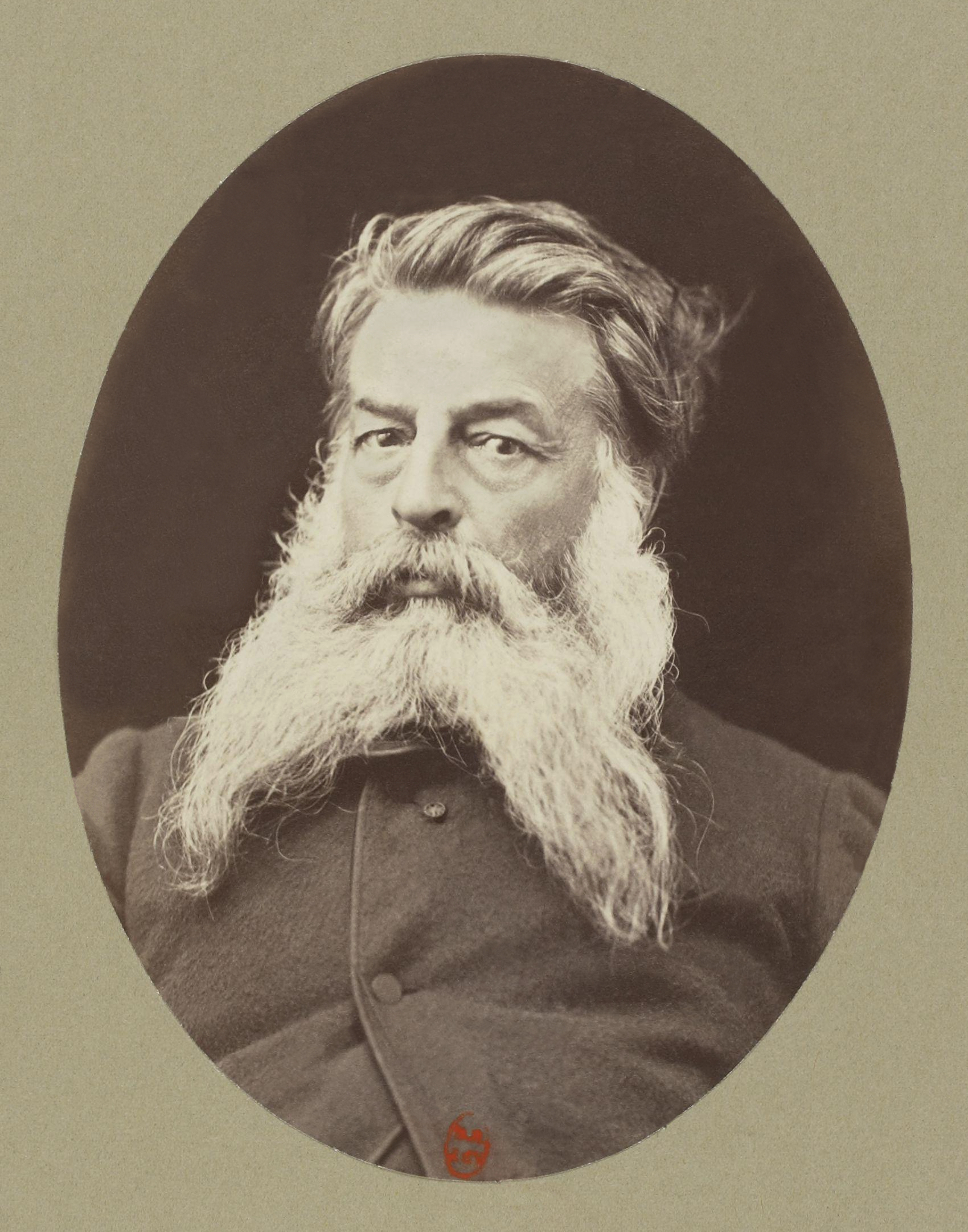
埃内斯特·梅索尼埃

让-路易·埃内斯特·梅索尼埃（法語：Jean-Louis-Ernest Meissonier，法語發音：[ʒɑ̃ lwi ɛʁnɛst mɛsɔnje]；1815年2月21日—1891年1月31日）是法国古典主义画家和雕塑家，以刻画拿破仑及他的军队，包括与其相关的军事主题作品而闻名。他的画作记录了大量战场中围攻和演习的场面，是画家爱德华·德耶塔的老师。
梅索尼埃一生中获得了巨大的成功，并因其对精细细节的精通和刻苦的绘画工艺而广受赞誉。英国艺术评论家约翰·罗斯金用放大镜对他的作品进行了详细的检查：对梅索尼埃灵巧的手工技艺和他对迷人细节的入微观察感到惊奇”。
梅索尼埃的作品标价极高，1846年他在波西买了一座豪宅，被称为“大房子”，里面有两个大型工作室，“冬季工作室”位于房屋顶层；另一间“夏季工作室“是个附楼，并安有玻璃顶棚，位于底层。梅索尼埃本人说，他的房子和性情属于另一个时代。而有些人，例如评论家保罗·曼茨，批评这位艺术家似乎已经江郎才尽。和大仲马一样，他擅长描绘在大革命和工业化前的法国具有骑士精神和男性冒险的场景，专攻17和18世纪生活的场景绘画。

## 生平

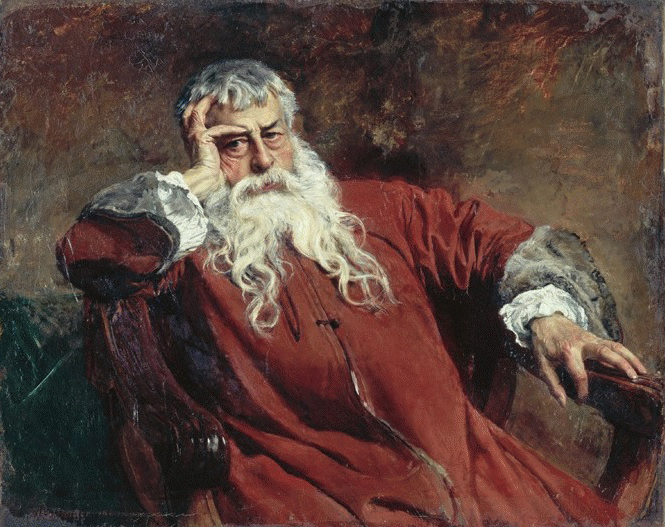
埃内斯特·梅索尼埃（Ernest Meissonier），自画像，1889年。

埃内斯特·梅索尼埃出生在里昂。他的父亲查尔斯是一位成功的商人，在巴黎北部的圣丹尼斯开了一家工厂，为纺织产业生产染料。他期待着他两个儿子中的长子埃内斯特能跟着他进入染料行业。但从一些1823年的早期草图中可以证明，自打上学时起，埃内斯特就表现得对绘画情有独钟。17岁时，在伦巴第大街的一家药店和一位药剂师相处了一阵时间后，他离开了父母，迈向成为一名艺术家的道路。在一位名叫波蒂埃的画家的推荐下（波蒂埃曾获罗马大奖赛二等奖），他得以进入莱昂·科涅特的画室学习。在当时那个荷兰绘画在卢浮宫中占主导地位的时代，他形成了自己的画风。 
他在罗马和瑞士短暂地呆过一段时间，并在1831年的沙龙中展出了一幅当时被称为Les Bourgeor Flammands（《荷兰勃艮第》）的画作，也被称为《勃艮第之旅》，后来由理查德·华莱士爵士买下用于收藏。储存于伦敦華勒斯典藏館中，其中包括这幅画作的其他15个摹本。这种特殊的绘画风格在法国是前所未有的尝试，注定会使梅索尼埃更出名：微型油画。1836年，在为出版商柯默、赫泽尔和杜波切赫绘制插图以维持日常生计时，梅索尼埃的《国际象棋手》和《跑腿伙计》两幅画作在沙龙上展出。

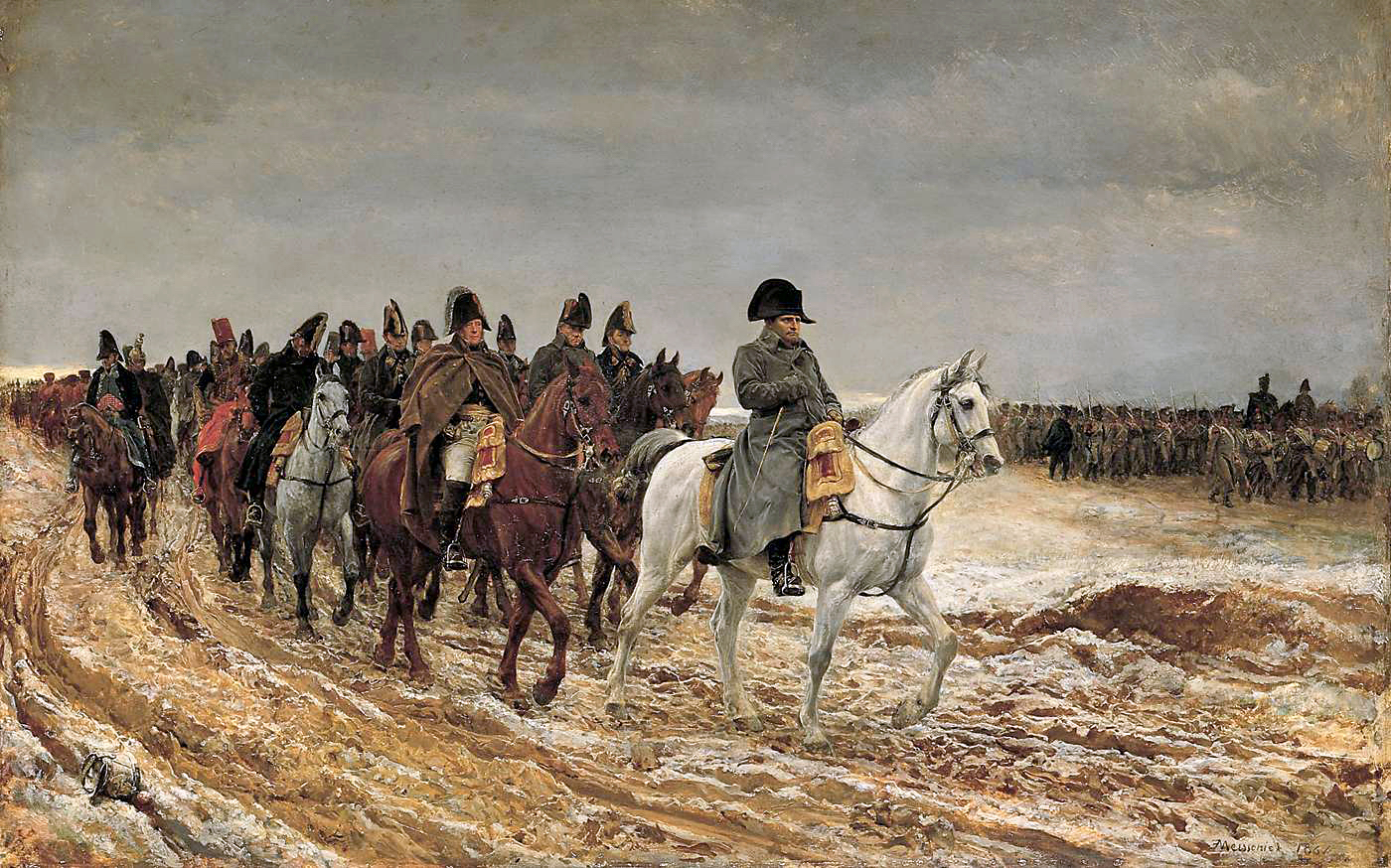
1814年。 法国乡村 （拿破仑和他的士兵在拉昂战役后从苏瓦松返回），1864年（ 奥赛博物馆 ）

尝试宗教绘画但屡遭碰壁之后，在安托万·玛丽·切纳瓦德（Antoine Marie Chenavard）的影响下，梅索尼埃回归到他生来就擅长的那一类题材，并成功地展出了《国际象棋》（1841）、《演奏大提琴的年轻男人》（1842）、《在工作室的画家》（1843）、《警卫室》、《看画的年轻人》，《皮奎特的游戏》（1845）和《滚木球》，这些作品显示他绘画技术的日臻成熟，进一步确保了他日后的成功。
梅索尼埃后来被称为“法国梅苏”，（加布里埃尔·梅苏 Gabriel Metsu是17世纪一名荷兰画家），他擅长描绘资产阶级家庭生活的缩影；“宏伟的历史画作不像风景画或肖像画那样容易出售，后者更容易被买来挂在巴黎公寓的墙上。”他专攻十七世纪和十八世纪生活中的场景，画那些良好公民——下棋、抽烟斗、看书、坐在画架或低音提琴前，或是穿着火枪手或戟兵的制服摆姿势——都以微型油画的形式完成，典型的例子有莫尔尼公爵（Duc de Morny）收藏的《旅店的停车场》和由维多利亚女王买下的《斗殴》。

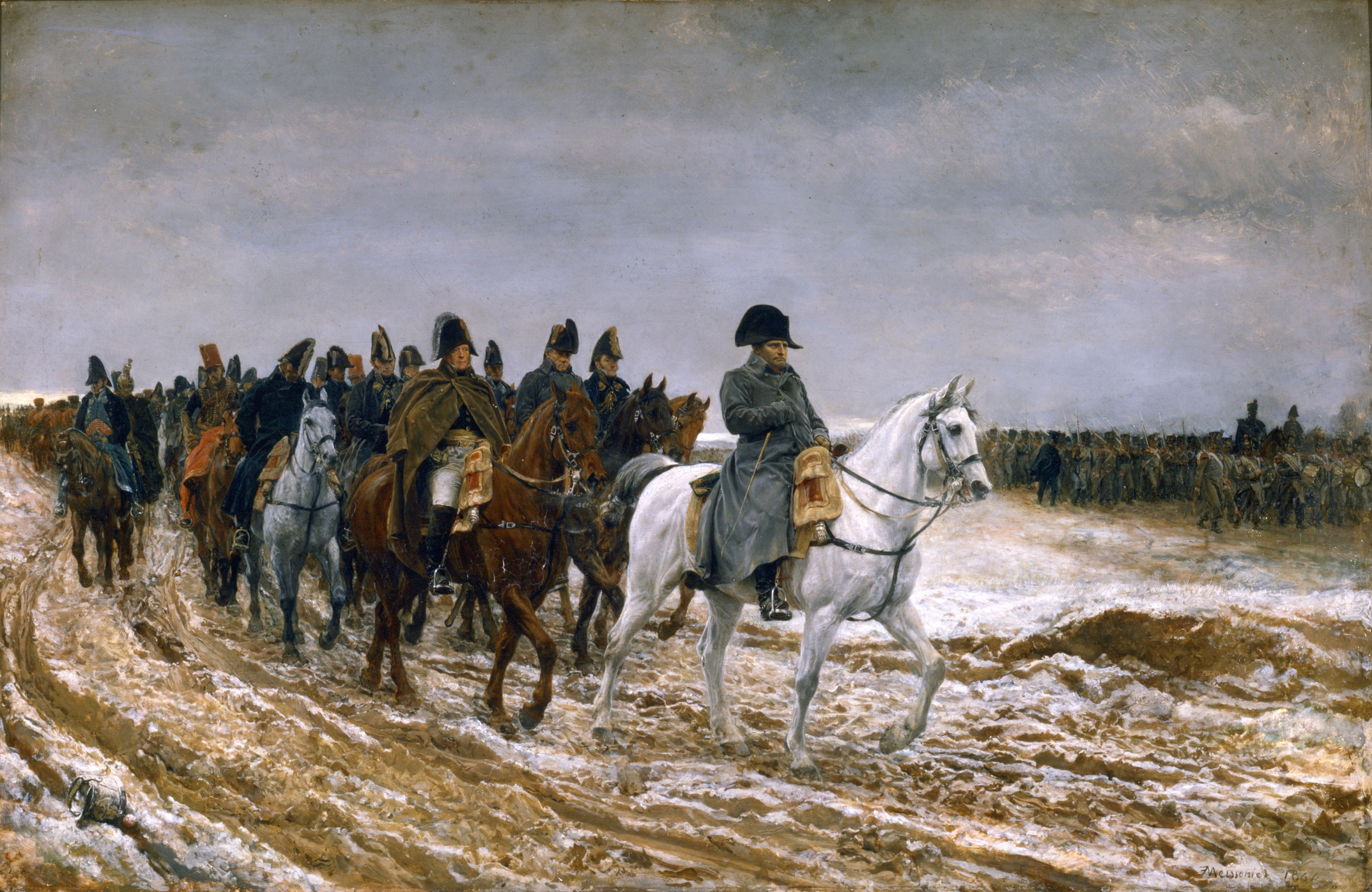
1814年的拿破仑一世（1862年）（ 沃尔特斯美术馆 ）

梅索尼埃完成《士兵》（1848年）之后，他开始进行《六月的一天》的创作，但创作从未得以完成。他还展出了《一个吸烟者》（1849年）和《布拉沃斯》（1852年）。1855年，拿破仑三世将《赌徒》与《争吵》两幅画作呈交给英国法庭，成就了他事业的巅峰。1857年，他在沙龙里展出了九幅图画和绘画作品，其中包括《摄政时期的年轻人》、《画家》、《鞋匠》、《音乐家》和《狄德罗的作品》。1859年夏天，拿破仑三世与皮埃蒙特、撒丁岛国王维克多·埃曼纽尔二世试图将哈布斯堡一家逐出意大利北部的领地，梅索尼埃受到政府的委任，描绘这场战役的场景。《在索尔菲里诺的拿破仑三世》花了梅索尼埃三年多的时间才完成。尽管此前梅索尼埃已经描绘了很多暴力和屠杀的场景，如《内战的纪念》，并作为国民警卫队队长于1848年积极服役，还在“六月起义”中站在共和党派政府的阵营。1861年的秋天，他被选为法兰西学院的主席，当时法兰西艺术学院的成员都投票支持他加入他们的行列。同年他把《鞋匠》、《音乐家》、《画家》和《路易斯福尔德先生》送去沙龙展览；1864年，他又送去《在索尔菲里诺的皇帝》，《1814》。他随后展示了《赌徒的争吵》（1865年）、《德赛与莱茵河军队》（1867年）。
1868年6月，梅索尼埃带着帆布和画架，连同他的妻子、儿子和女儿，还有他的两匹马—“单身汉”和“康宁汉姆小姐”，前往昂蒂布。1794拿破仑曾被囚禁在卡莱堡中，可能就是这一历史原因吸引他到那里去。1815年，拿破仑从厄尔巴岛流亡归来，便来到了格尔弗朱恩岛和圣玛格丽特岛，那个“铁面人”于1686到1698年间一直被囚禁的地方，从没出过海。 

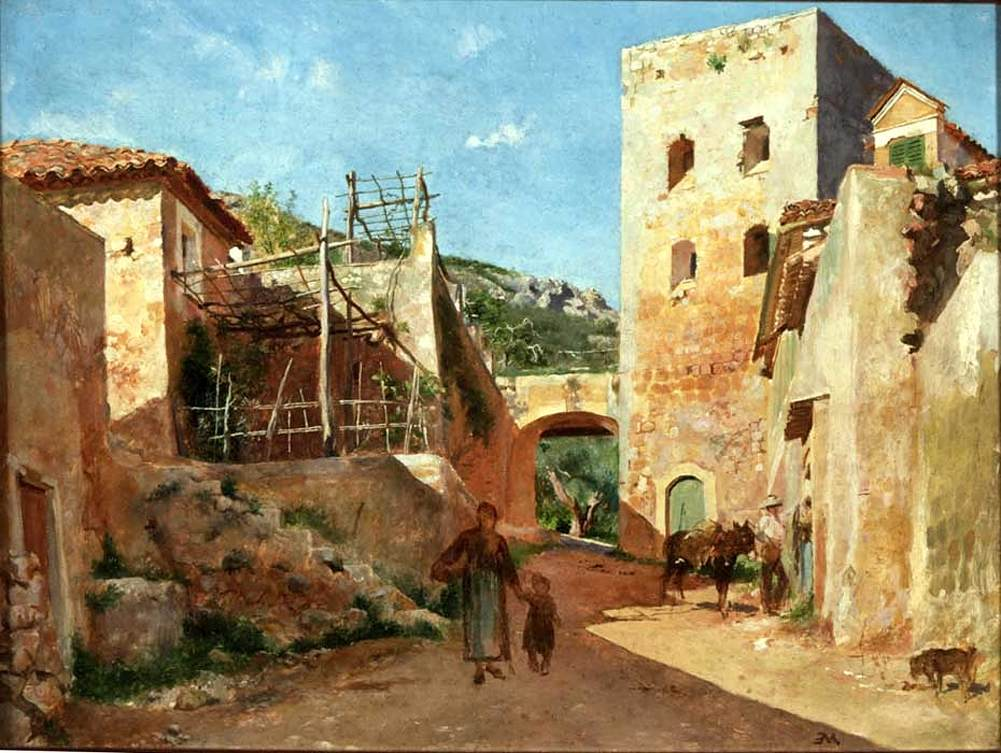
1868年6月，梅索尼埃到昂蒂布斯 -他写道 “在南方的灿烂阳光下晒太阳很令人愉快”

南方的光线吸引了梅索尼埃。“在南方灿烂的阳光下晒太阳，而不是像雾中的侏儒一样四处游荡，是令人愉快的。安提比斯的景色是大自然中最美丽的景色之一。”而且，普莱恩·艾尔（plein air）的影响可能促使梅森纳暂时放弃了对历史真实性的痴迷，转而追求更自然的东西：“通过几处突出的笔触创造引人注目的视觉效果。如果这些安提比斯山脉的风景画与比沙罗的作品不匹配，那么梅索尼埃作为一位多才多艺的画家，其雄心壮志并不完全与巴提尼诺斯艾尔的雄心壮志相悖。”

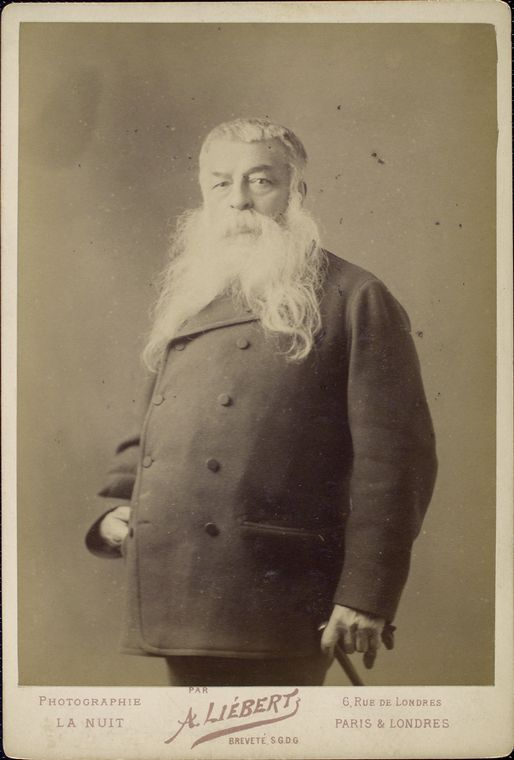
埃内斯特·梅索尼埃（Ernest Meissonnier）。

梅索尼埃工作细致，对自然的观察细致入微。他的有些作品，例如《1807》，保存了十年依旧完好无损。在1878的大展览上，他贡献了16幅作品：1877年沙龙上看到的小仲马的画像，1805年的《铁骑》，《威尼斯画家》，《莫罗和他的手下在霍恩林登》，《一位女士的画像》，《通往萨利斯的路》，《两个朋友》，《大卫队的前哨》，《一个侦察兵》和《口述回忆录》。从那时起，他在沙龙里的展览就减少了，并被送到更小型的展览中去了。1883年，他被选为国家大展览的主席，代表作有《拓荒者》、《莱茵河大军》、《来宾的到来》、《圣马可》等。
1884年5月24日，一个展览在梅索尼埃用于收藏作品的小画廊开幕，包括146幅作品。作为1889年世界博览会的评审团主席，他贡献了一些新的画作。第二年，新的沙龙成立（国家美术协会），梅索尼埃成为主席。1890年，他在那里展出了1807年的画作；1891年，在梅索尼埃去世后不久，他的《路障》也在那里展出。
相比于梅索尼埃的画作，他的蚀刻版画就不太出名了，他的一系列蚀刻版画作品《最后的晚餐》、《琉特琴手维罗姆的技巧》、《小烟枪》、《老烟枪》、《决斗准备》、《钓鱼者》、《骑兵》、《做报告的中士》和《波利奇内尔》，都被收藏在赫特福德大楼。他也试过石版印刷，但现在几乎找不到印刷品。在本世纪所有的画家中，梅索尼埃是最幸运的画家之一。他的《胸甲》，现在在尚蒂伊城堡中，就是以10000英镑的价格从这位艺术家手中买下，在布鲁塞尔以11000英镑的价格售出，最后以16000英镑的价格转售。
除了他的主流肖像画，他还创作了其他一些系列：《莱弗尔博士系列》、《切纳瓦德系列》、《范德比尔特系列》、《盖昂博士系列》和《斯坦福系列》。他还与画家弗朗西斯合作完成了《圣克劳德公园》的创作。

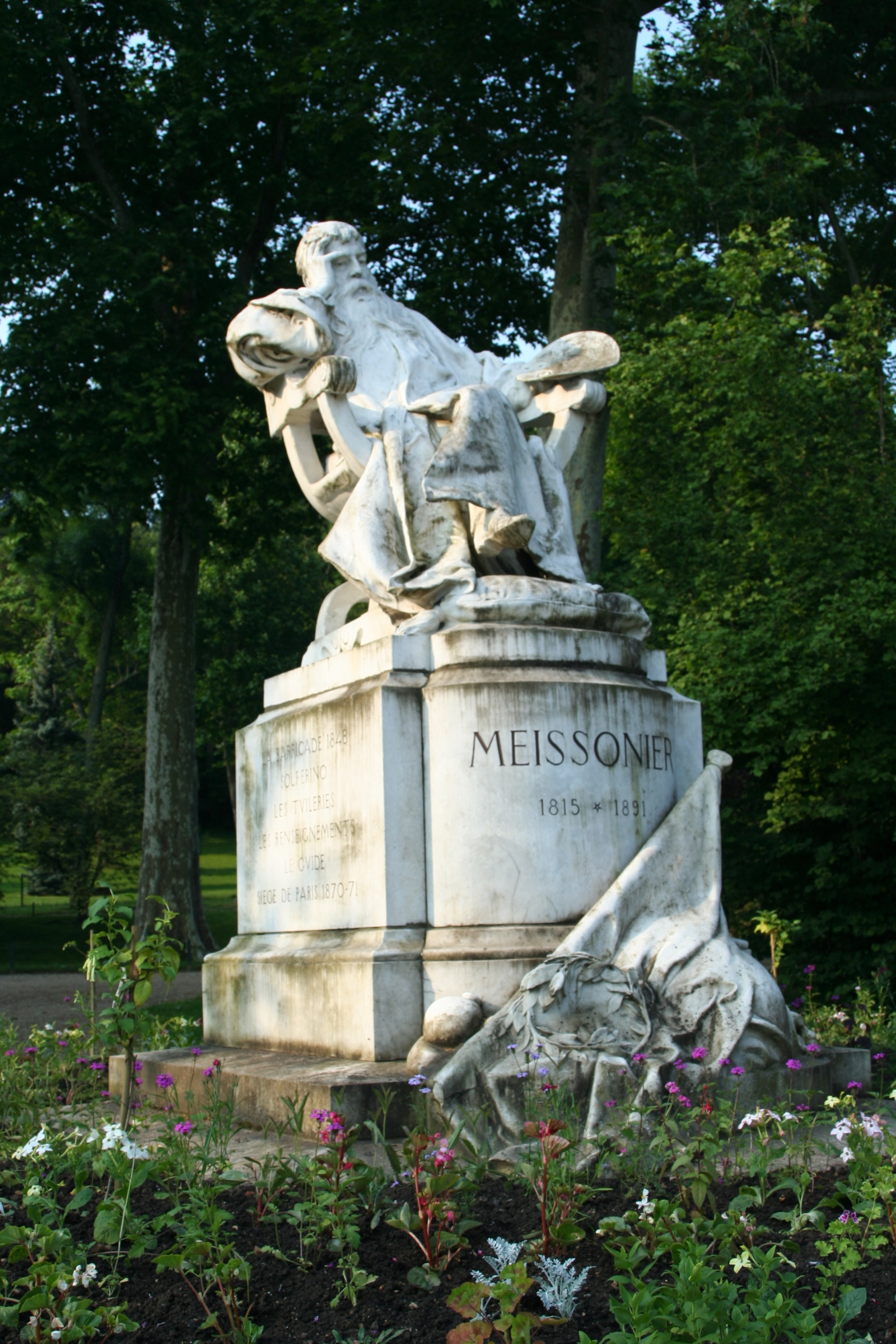
梅索尼埃雕像，位于法国普瓦西 （ 伊夫林省 ）的梅索尼埃公园。

1870年，拿破仑三世任命梅索尼埃为帝国幕僚，并要求他在意大利战争初期跟在他身边。在围攻巴黎（1870-1871）期间，他是德马奇团的上校，该团是在普法战争的混乱中建立起来的临时部队之一。1840年，他被授予三等勋章，1841年被授予二等勋章，1843年和1844年被授予一等勋章，并在大展上获得荣誉勋章。1846年，他被授予法国荣誉军团勋章，并于1856年、1867年（6月29日）和1880年（7月12日）接连晋升，1889年（10月29日）获得大十字勋章。
尽管如此，他仍怀有某些尚未实现的抱负。他希望成为法国美术学院的教授，但从未如愿。他也渴望被选为副手或参议员，但他没有当选。1861年，他接替阿贝尔·德·普约尔成为美术学院院士。1875年，在纪念米开朗基罗的百年庆典上，他作为法国研究所驻佛罗伦萨的代表发言。梅索尼埃是一位令人钦佩的木制绘图员，他为《康提斯·雷莫伊斯》（由拉沃伊纳特雕刻）、拉玛蒂娜的《自画自像的法国人》，以及为《天使的降临到保罗与弗吉尼亚》所作的插图都很著名。法国主要的雕刻家和蚀刻画家一直致力于研究梅索尼埃作品中的版画，其中许多版画深受收藏家的青睐。梅索尼埃于1891年1月31日在巴黎逝世。

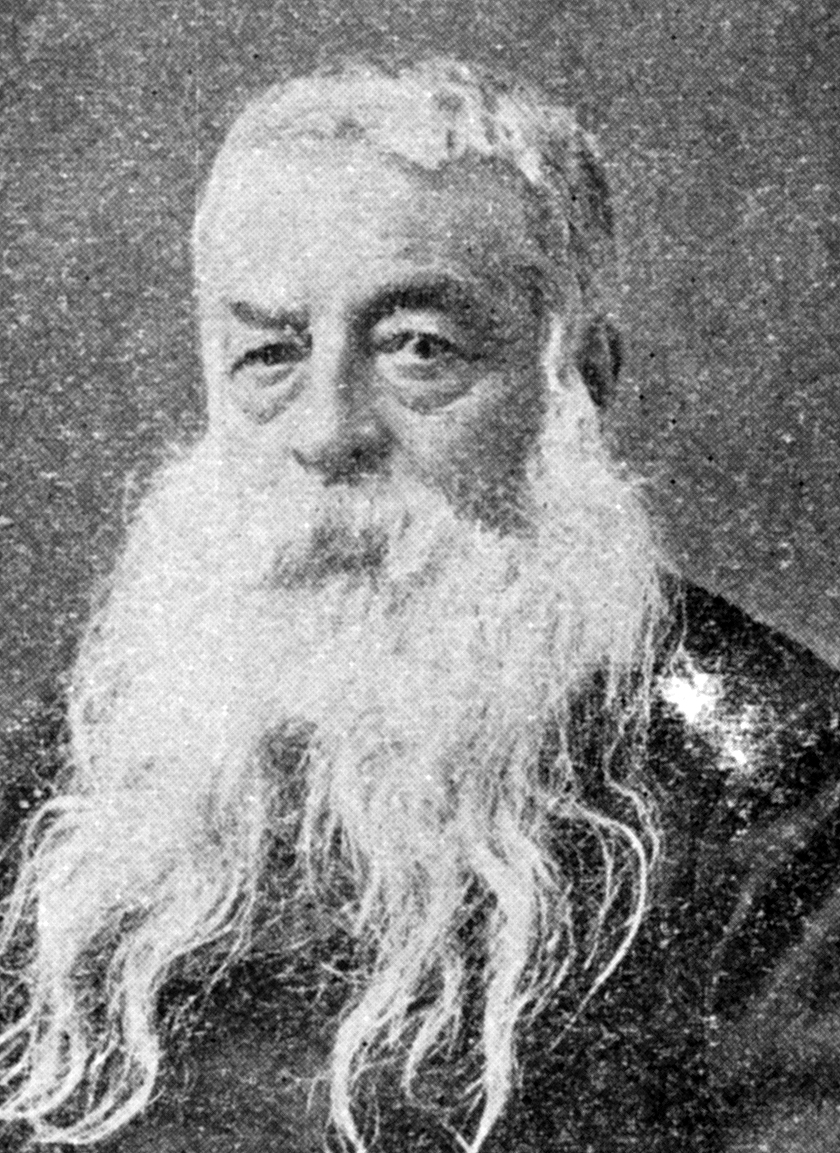
埃内斯特·梅索尼埃（Ernest Meissonier），未注明日期的照片。

## 更多
- 军事艺术

## 拓展阅读

### 更新至1901年的出版作品
- 亚历山大，法国军事学院的历史学家（巴黎，1891）
- 劳伦斯（Louis sur Meissonier） （巴黎，1892年）
- Gréard，Meissonier（巴黎和伦敦，1897年）
- TG Dumas， 现代房屋 （巴黎，1884年）
- 频道迈森·福森（ Mementson）的《福尔门汀》（巴黎，1901）
- JW莫雷特（JW Mollett）， 《现代艺术家传记插图：梅森尼尔》（伦敦，1882年）

### 当代奖学金
- 马克·格特利布（Marc Gotlieb）， 《模拟的困境：埃内斯特·梅森尼尔 （ Ernest Meissonier）和法国沙龙绘画》 （普林斯顿大学出版社，1996年） ISBN 0-691-04374-4    ， ISBN 978-0-691-04374-6
- 帕特里夏·迈纳迪（Patricia Mainardi）， 《沙龙的尽头：第三共和国初期的艺术与国家》 （剑桥；纽约：剑桥大学出版社，1993年） ISBN 0-521-43251-0